# تريلور (ميزوري)
تريلور (بالإنجليزية: Treloar)‏ هي إحدى المجتمعات الفردية (غير مصنفة) في ولاية ميزوري في الولايات المتحدة الأمريكية.